# ID2299
ID2299 est une galaxie de forme elliptique, distante de 9 milliards d'années-lumière de la Terre,,. Elle a été observée pour la première fois par le télescope Alma de l'Observatoire européen austral (ESO), au Chili. Elle a été fortement étudiée en janvier 2021, en raison de son phénomène de perte de gaz catastrophique. Cela est dû, à moins que les observations prolongées ne soient inexplicablement trompeuses ou qu'un mécanisme mal compris ne soit mal interprété, à une fusion de galaxies catastrophique, provoquant une forte dislocation et une galaxie divisée, dont la deuxième partie héberge une formation rapide d'étoiles.
Le taux de formation d'étoiles élevé d'ID2299 est largement compensé par son éjection de gaz. Sa queue traînante de matière a atteint environ la moitié de sa taille. Il est estimé que la galaxie perd une telle quantité de gaz qu'elle ne formera d'étoiles que pendant quelques dizaines de millions d'années tout au plus.

## Galaxie morte
Grâce à l’interféromètre du désert d'Atacama ALMA, une équipe d’astrophysiciens a détecté une éjection de gaz exceptionnelle dans une galaxie massive, appelé ID2299. D’après leurs analyses, le scénario de cette mort annoncée ne peut pas venir des trous noirs, mais de la fusion de galaxies spirales qui est à l’origine de ID2299. Les astronomes ont observé un exemple extrême de la "mort" d'une galaxie. L’éjection de gaz découverte dans cette galaxie implique qu’environ la moitié du gaz froid de ID2299 est en train d’être expulsée de l'objet et envoyée dans l’espace intergalactique environnant. À ce rythme d'éjection, la galaxie serait privée du matériau pour former de nouvelles étoiles en seulement quelques millions d'années, c'est-à-dire presque instantanément par rapport aux échelles de temps cosmologiques. Cette importante éjection de gaz va tuer la galaxie qui deviendra une galaxie morte ne fabriquant plus d’étoiles.
Les observations astronomiques dans l'espace lointain impliquent fortement qu'environ ~2 000 milliards de galaxies existent ou ont existé, chacune composée en moyenne de milliards à des centaines de milliards d'étoiles. Chaque galaxie a un composant clé de gaz qui leur permet de produire des étoiles, et quand toutes celles-ci meurent et qu'il n'y a plus de création, la galaxie cessera d'exister et deviendra une galaxie dite morte. Cela peut se produire bien avant des dizaines de milliards d'années si une galaxie devient inactive, par exemple en perdant pratiquement tout le gaz interstellaire. Une telle perte rend impossible la création de nouvelles étoiles.
Dans cette partie de l'astronomie, ID2299 est un cas de perte de gaz extrême en cours. Les observations d'ALMA suggèrent que la galaxie perd plus de ~10 000 M☉ par an, sous la forme d'une traînée de matière. Malgré l'éjection de gaz, la galaxie maintien une forte formation d'étoiles, avec un taux estimé à ~550 M☉ par an. Si cela continue à ce rythme, la galaxie n'a plus que quelques dizaines de millions d'années avant l'arrêt de la production d'étoiles, une fraction infime de l'histoire cosmique. Après l'arrêt de la formation d'étoiles, la galaxie sera peuplée de vieilles étoiles, et après cette phase, la galaxie sera faite de vestiges d'étoiles.

## Sortie de matière

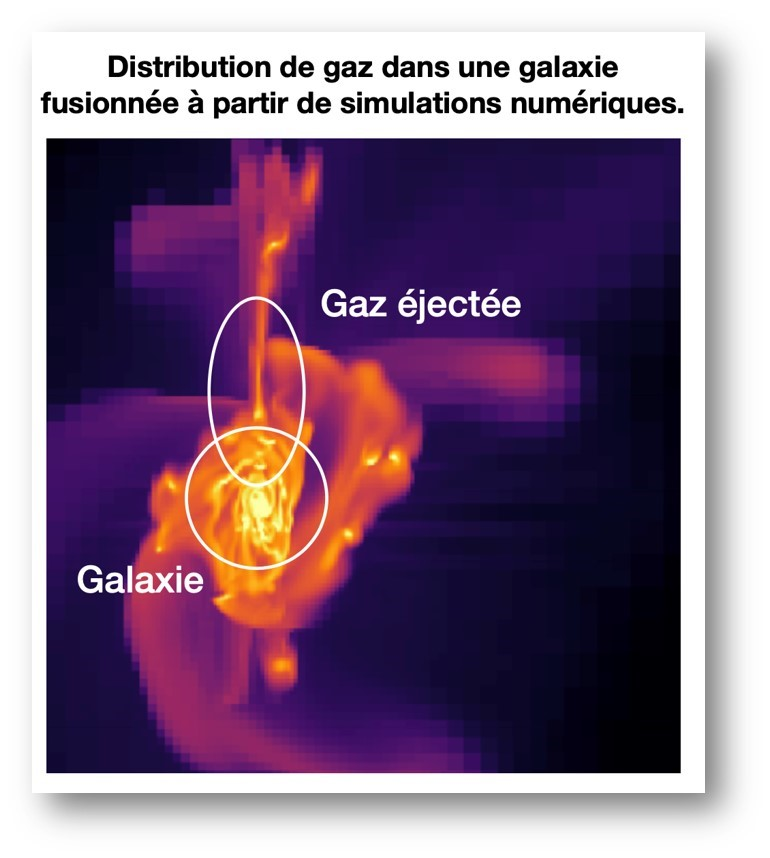
Simulation de la sortie de gaz dans ID2299.

La perte majeure de gaz avait été modélisée comme étant probablement due soit aux vents stellaires des étoiles de la galaxie, soit à la formation d'étoiles ou à des jets relativistes et autres éjections du trou noir supermassif, dans le noyau galactique. Une autre hypothèse, très probable, et le fait que la majeure partie du gaz a été arrachée à sa galaxie hôte par une autre galaxie lors d'une fusion. Même si les astronomes n'ont observé la galaxie que pendant quelques minutes, ils ont conclu que la traînée de matière de la galaxie conduira à la mort de cette dernière, et est le résultat d'une collision catastrophique entre deux galaxies, partie intégrante de la forme et du destin de ID2299. À ce stade antérieur de l'univers, les galaxies étaient plus proches les unes des autres, de sorte que davantage de fusions ont eu lieu, beaucoup délogeant de grandes quantités de leur matière interstellaire respective.
La fusion des galaxies a donc expulsé une grande partie du gaz dans une queue de marée exceptionnelle. En raison de cette même fusion, la moitié restante du gaz froid dans ID2299 a été comprimée dans un noyau dense situé en son centre, et a provoqué une très forte formation d'étoiles ainsi que des sursauts de formations. Ce gaz qui reste dans ID2299 est converti en nouvelles étoiles très rapidement, à un rythme 500 fois plus rapide que dans notre galaxie environ, et va être consommé et épuisé très rapidement. Des traînées de matière ne sont pas des phénomènes exotiques et sont observées régulièrement dans les galaxies en interaction proches de nous, notamment dans les galaxies des Antennes.